# Шуляк мадагаскарський
Шуля́к мадагаскарський (Aviceda madagascariensis) — вид яструбоподібних птахів родини яструбових (Accipitridae). Ендемік Мадагаскару.

## Опис
Довжина птаха становить 40-44 см, розмах крил 85-100 см, довжина хвоста 20-23 см. Верхня частина тіла темно-коричнева, голова дещо світліша, смугаста, покривні пера хвоста поцятковані білими плямками. На тімені короткий темний чуб. На хвості три світлі сіро-коричневі смуги, кінчик хвоста білий. Нижня частина тіла білувата, горло і боки поцятковані рудувато-коричневими плямками, на грудях плямки формують широку темну смугу. Нижня сторона крил поцяткована коричневими смугами, махові пера знизу поцятковані широкими темними смугами. Дзьоб темно-сірий. Очі карі або тьмяно-жовті, навколо очей сірувато-коричневі кільця. Лапи тьмяно-жовтувато-сірі з легким рожевим відтінком. У молодих птахів верхня частина більш темна, бура, нижня частина тіла дещо темніша, на голові більше білих смуг, а біла смуга на кінці хвоста більш помітна.

## Поширення і екологія
Мадагаскарські шуляки є ендеміками Мадагаскару, де поширені на заході, півночі і сході острова, на півдні і на Центральному плато зустрічаються рідко. Живуть в тропічних лісах, на узліссях і галявинах, трапляються в лісистих саванах, в густих чагарникових заростях, в деградованих лісах і на кокосових плантаціях, на висоті до 1800 м над рівнем моря.
Мадагаскарські шуляки живляться переважно хамелеонами, геконами, іншими плазунами, а також пташенятами і великими комахами, зокрема кониками. Найбільш активні на світанку і в сутінках, зустрічаються поодинці. Політ плануючий, перемежовується повільними, потужними помахами крил. Сезон розмноження триває з жовтня по грудень. Гніздо розміщується в кронах дерев.